# István Sztáni
István Sztáni, né le 19 mars 1937 à Ózd en Hongrie, est un ancien footballeur hongrois devenu entraîneur.

## Biographie

### Carrière de joueur
István Sztáni joue en Hongrie, en Allemagne et en Belgique. Il évolue principalement avec les clubs de l'Eintracht Francfort et du Standard de Liège.
Il dispute dix matchs en Coupe d'Europe des champions, et cinq matchs en Coupe de l'UEFA. Il atteint les demi-finales de la Coupe d'Europe des clubs champions en 1962 avec le Standard de Liège, en étant battu par le Real Madrid.

### Carrière d'entraîneur
István Sztáni dirige plusieurs équipes en Belgique et en Allemagne.